# Romarchita
La romarchita és un mineral de la classe dels òxids. El nom prové de l'acrònim de la secció d'arqueologia del Museu Reial d'Ontario, on es va estudiar per primera vegada el mineral.

## Característiques
La romarchita és un òxid de fórmula química SnO que cristal·litza en el sistema tetragonal. Es troba formant crostes, de manera massiva. Aquest mineral és clarament antropogènic, però va ser acceptat abans que entressin en vigor les actuals normes de l'Associació Mineralògica Internacional, les quals exclouen les noves espècies d'aquestes característiques.
Segons la classificació de Nickel-Strunz, la romarchita pertany a «04.AB: Òxids amb proporció Metall:Oxigen = 2,1 i 1:1, amb M:O = 1:1 (i fins a 1:1,25); amb cations grans» juntament amb els següents minerals: swedenborgita, brownmil·lerita, srebrodolskita, montroydita, litargiri i massicot.

## Formació i jaciments
Va ser descoberta l'any 1971 a la cascada Boundary del riu Winnipeg, a la regió de Kenora (Ontario, Canadà). Es forma com a producte d'alteració en pannikins d'estany submergits als rius, o reemplaçant herzenbergita que substitueix cassiterita També se n'ha trobat en els lingots d'estany de la càrrega d'un vaixell naufragat en una cala al Mar Roig. Sol trobar-se associada a altres minerals com: hidroromarchita, abhurita, kutnohorita i aragonita.